# Tramolé
Tramolé település Franciaországban, Isère megyében. Lakosainak száma 802 fő (2022. január 1.). Tramolé Culin, Eclose-Badinières, Les Éparres és Sainte-Anne-sur-Gervonde községekkel határos.

## Népesség
A település népessége az elmúlt években az alábbi módon változott:
| Lakosok száma | 248  | 279  | 382  | 515  | 565  | 673  | 754  | 777  | 786  | 802  |
|               | 1968 | 1982 | 1990 | 2006 | 2013 | 2015 | 2017 | 2019 | 2020 | 2022 |